# Кизилаутський сільський округ
Кизилау́тський сільський округ (каз. Қызылаут ауылдық округі, рос. Кызылаутский сельский округ) — адміністративна одиниця у складі Таласького району Жамбильської області Казахстану. Адміністративний центр — село Кизилаут.
Населення — 1705 осіб (2021; 2151 у 2009, 1958 у 1999, 2259 у 1989).
Станом на 1989 рік існувала Кизилаутська сільська рада (села Актобе, Кизилаут).

## Склад
До складу округу входять такі населені пункти:
| Населений пункт | Старі назви | Населення, осіб (1989) | Населення, осіб (1999) | Населення, осіб (2009) | Населення, осіб (2021) |
| --------------- | ----------- | ---------------------- | ---------------------- | ---------------------- | ---------------------- |
| Актобе, село    | -           | 87                     | 336                    | 1057                   | 92                     |
| Кизилаут, село  | -           | 2172                   | 1622                   | 1094                   | 1613                   |